# Emilio Botín
Emilio Botín-Sanz de Sautola y Garcia de los Rios (Santander, 1º ottobre 1934 – Madrid, 9 settembre 2014) è stato un banchiere e imprenditore spagnolo, fondatore e capo esecutivo della Grupo Santander.

## Biografia
Discendente dell'archeologo Marcelino Sanz de Sautuola, è l'erede di una famiglia di banchieri della Cantabria. Il bisnonno fu uno dei nove fondatori, nel 1857,, della banca Santander, che beneficia del commercio tra le Americhe e la Spagna. Il nonno, Emilio Botín López, ha assunto la presidenza della banca nel 1909 e l'ha portata ad operare a livello nazionale con una rete di filiali dal 1920. Il padre, Emilio Botín Sanz di Sautuola y López, capo della banca dal 1950, la sviluppa acquistando diverse piccole banche spagnole.. 
Dopo aver studiato dai gesuiti nel Colegio de la Inmaculada, a Gijón, Botin si laurea in Giurisprudenza ed Economia presso l'Università di Valladolid e l'Università di Deusto, a Bilbao, e ben presto si avvicina al mondo della finanza. Entra nella banca di famiglia nel 1958 e nominato alla direzione generale nel 1964. Succede al padre nel 1986, rompendo ben presto il "cartello" delle banche spagnole, il Club de los Siete, lanciando nel 1989 le supercuentas, i conti che ricevono una remunerazione più alta e guadagnando quote di mercato. Nel 1988 Banco Santander entra in una partecipazione incrociata con Royal Bank of Scotland e investe anche in Belgio e Portogallo, prendendo il 13,5% delle azioni della First Fidelity Bank nel 1993, poi rivendute con una plusvalenza del 400% quattro anni più tardi. Nel 1994, dopo lo scandalo che ha travolto la direzione di Banesto, acquisisce la banca concorrente. Quindi si rivolge all'America Latina (Cile, Brasile e Messico tra gli altri), su cui Santander è diventata la prima banca nel 2000. 
Nel gennaio 1999 Banco Santander si fonde con il Banco Central Hispano (BCH) nel Santander Central Hispano (SCH) diventando il numero uno spagnolo. Nel 2004 prende il controllo nel Regno Unito di Abbey National (in seguito trasformata in Santander UK), ma deve cessare la partnership con la Royal Bank of Scotland. Partecipa quindi all'offerta pubblica di acquisto sulla banca olandese ABN AMRO, nel 2008 acquisisce le compagnie britanniche Alliance & Leicester e Bradford & Bingley, indebolite dalla crisi dei subprime, facendo del suo gruppo (opera ora come Grupo Santander) il terzo nel Regno Unito. Lo stesso anno entra negli Stati Uniti acquisendo la banca Sovereign, operazione per la quale lancia un aumento di capitale di 178 milioni di euro nonostante la crisi che ha colpito i titoli finanziari. Colpito dall'affare Madoff per 2,33 miliardi di euro, più di tutte le altre banche europee messe insieme, a causa di un hedge fund sottoscritto dai suoi clienti del fondo Optimal Strategic, il suo gruppo riesce nonostante tutto ad uscire dalla tempesta che tocca il settore bancario, limitando i danni: chiude il 2008 con una diminuzione del profitto di appena il 2%.
A lungo snobbato dagli ambienti finanziari in gran parte anglosassoni, descritto come un padre-padrone alla guida del suo gruppo, le sue acquisizioni e la sua assenza tra le numerose vittime della crisi dei subprime gli valgono nel 2008 la qualifica di "miglior banchiere del mondo" assegnata dalla rivista Euromoney.
Scompare nel 2014 all'età di 79 anni in seguito ad un infarto.

### Sponsorizzazioni sportive
Appassionato di Formula 1 ed amico di Fernando Alonso, con il Banco di Santander fu sponsor della Ferrari (in precedenza della McLaren, nell'anno in cui lo spagnolo era nella squadra di Woking) e giocò un ruolo decisivo nell'ingaggio del pilota asturiano alla scuderia di Maranello. Per questo ha lasciato una traccia indelebile nel cuore degli aficionados del cavallino rampante che hanno voluto esprimere in modo tangibile la loro vicinanza alla famiglia. 
In tempi recenti il presidente Botín è stato sottoposto a processo per comportamento non etico nel mondo finanziario ed è stato portato in tribunale.

## Controversie
Nel giugno 2011 è sottoposto ad un procedimento giudiziario insieme al fratello e ai figli per evasione fiscale dopo la scoperta in una banca svizzera di conti aperti ancora nel 1937 dal padre, scomparso nel 1993. Il nome del padre era apparso, tra tanti altri, nella lista Lagarde, filtrata da Hervé Falciani alle autorità francesi.
Nel 2012 l'Alta Corte spagnola ha archiviato il caso in seguito al pagamento da parte della famiglia Botin di 200 milioni di euro.

## Vita privata
Botín era sposato con Paloma O'Shea, marchesa di O'Shea, dalla quale ha avuto sei figli. I suoi passatempi preferiti erano la caccia, la pesca e il golf. Nel 2005 la maggiore rivista finanziaria statunitense Forbes ha stimato il suo patrimonio netto in 1,7 miliardi di dollari. La figlia maggiore, Ana Patricia Botín, è stata presidente del Banesto: il padre la considerava suo probabile successore in qualità di presidente del Banco da lui diretto. Nel 2010 Ana Patricia è diventata amministratore delegato di Santander UK, una filiale del Gruppo Santander. Alla sua morte ha assunto il ruolo di presidente esecutivo del Gruppo Santander.